# غشاء قاعدي
الغشاء القاعدي هو عبارة عن طبقة رقيقة من الألياف التي تقع تحت النسيج الظهاري، الذي يبطن تجويفات الأعضاء وأسطحها بما في ذلك الجلد أو البِطانة الغشائية التي تبطن السطح الداخلي للأوعية الدموية.

## التركيب
يُعد الغشاء القاعدي اندماجًا لصفيحتين وهما: الصفيحة القاعدية والنسيج الضام الشبكي (أو الصفيحة الشبكية)، وتتصل الصفيحة الشبكية بالصفيحة القاعدية من خلال لُيَيفات إرسائية (ألياف كولاجينية من النوع السابع) ولُييفات ميكروية (اللُييفات)، وتُعرف كلتا الطبقتين معًا باسم الغشاء القاعدي.
ويمكن تقسيم طبقة الصفيحة القاعدية أيضًا إلى طبقتين، الطبقة الواضحة والأقرب إلى النسيج الظهاري وتسمى بالصفيحة الشافَّة، والطبقة الكثيفة الأقرب إلى النسيج الضام وتسمى الصفيحة الكثيفة. ويتراوح سمك غشاء الصفيحة كثيفة الإلكترونات بين 30 و70 نانومتر، ويتكون من شبكة تحتية من لييفات الكولاجين الشبكي (من النوع الرابع) (خلايا بدائية للأرومات الليفية) والتي يبلغ متوسط قطرها 30 نانومتر ويتراوح سمكها ما بين 0.1 و0.2 ميكرومتر. وعلاوةً على الكولاجين يحتوي هذا النسيج الغشائي الداعم أيضًا على مكونات داخلية ذات جزيئات كبيرة.
إن الصفيحة الكثيفة (والتي تتألف من ألياف كولاجينية من النوع الرابع يكسوها البيرليكان (بروتيوغلَيكان سلفات مُكبرَت) وترتفع فيها نسبة السلفات المُكبرَت) والصفيحة الشافَّة (والتي تتألف من لامينين وإنتغرينات وإنتاكتينات وبروتينات ديستروغلَيكان) تشكلان معًا الصفيحة القاعدية.
ولا تُعتبر الإنتغرينات جزءًا من الصفيحة القاعدية، فهي جزءٌ من الجُسيمات الرابطة الموجودة بداخل الغشاء القاعدي ولكن ليس بداخل الصفيحة القاعدية.
ولتمثيل ما سبق وتصوره بطريقةٍ منظمة، يتم ترتيب الغشاء القاعدي كما يلي:
- النسيج الظهاري (خارجي)
- الغشاء القاعدي
  - الصفيحة القاعدية
    - الصفيحة الشافَّة
      - لامينين
      - إنتغرينات
      - إنتاكتينات
      - بروتينات ديستروغلَيكان

    - الصفيحة الكثيفة
      - كولاجين من النوع الرابع (مكسو ببيرليكان غني بالسلفات المُكبرَت)

  - بروتينات موصِّلة (بين الصفيحتين القاعدية والشبكية)
    - كولاجين من النوع السابع (لُيَيفات إرسائية)
    - لُيَيفات (لُيَيفات ميكروية)

  - الصفيحة الشبكية
    - كولاجين من النوع الثالث
- النسيج الضام (داخلي)

## الوظيفة والأهمية
تتمثل الوظيفة الرئيسة للغشاء القاعدي في تثبيت النسيج الظهاري في النسيج الضام (الأدمة) الرخو الواقع تحته، وهذا ما يمكن تحقيقه من خلال التصاقات نسيج الخلية عن طريق جزيئات التصاق ركيزية (SAMs).
ويعمل الغشاء القاعدي كحاجز ميكانيكي؛ حيث يمنع الخلايا الخبيثة من مداهمة الأنسجة العميقة، ويُطلق على المراحل المبكرة للسرطان والتي تنحصر في الطبقة الظهارية بسبب الغشاء القاعدي اسم سرطانة لابدة.
كما يُعد الغشاء القاعدي ضروريًا أيضًا في تولُّد الأوعية (أي نمو أوعية دموية جديدة)، وقد اتضح كذلك أن بروتينات الغشاء القاعدي تُعجِّل من تمايز الخلايا البِطانية.
وتظهر أبرز أمثلة الأغشية القاعدية في الترشيح الكبيبي في الكلية، من خلال اندماج الصفيحة القاعدية لبطانة الشعيرات الكبيبية مع الصفيحة القاعدية للنسيج الظهاري الخاص بـمحفظة بومان، وبين الأسناخ الرئوية والشعيرات الدموية الرئوية من خلال اندماج الصفيحة القاعدية للأسناخ الرئوية مع الصفيحة القاعدية للشعيرات الدموية الرئوية، والذي يحدث عنده انتشار الأكسجين وثاني أكسيد الكربون.

## الأمراض
تنتج بعض الأمراض عن ضعف الأداء الوظيفي للغشاء القاعدي، وربما يرجع السبب إلى عيوب جينية أو إصابات بالجهاز المناعي في الجسم أو إلى آليات أخرى،
فتؤدي العيوب الجينية في الألياف الكولاجينية بالغشاء القاعدي إلى الإصابة بمتلازمة ألبورت.
كما أن الكولاجين من النوع الرابع في الغشاء القاعدي لمنطقة غير كولاجينية يُعتبر مستضدًا ذاتيًا (مستضد هدفي) للأجسام المضادة الذاتية في داء المناعة الذاتية، متلازمة غودباستشار.
وتتحد مجموعة من الأمراض الناجمة عن الأداء الوظيفي غير السليم لمنطقة الغشاء القاعدي تحت مُسمى انحلال البشرة الفقاعي.

## كتابات أخرى
- Basement membranes: cell and molecular biology. Gulf Professional Publishing. 2005. ISBN:978-0-12-153356-4. مؤرشف من الأصل في 2020-04-13. {{استشهاد بكتاب}}: الوسيط غير المعروف |المحررين= تم تجاهله (مساعدة)